# Cinderella-wa ne myeong-ui gisa
Cinderella-wa ne myeong-ui gisa, także jako Cinderella with Four Knights (hangul: 신데렐라와 네 명의 기사 Sinderella-wa ne myeong-ui gisa) – południowokoreański serial telewizyjny emitowany na antenie tvN. Serial był emitowany od 12 sierpnia do 1 października 2016 roku, w piątki i soboty o 23:00, liczy 16 odcinków. Główne role odgrywają w nim Park So-dam, Jung Il-woo, Ahn Jae-hyun, Lee Jung-shin, Choi Min oraz Son Na-eun.
Serial powstał w oparciu o powieść o tym samym tytule autorstwa Baek Myo wydaną w 2011 roku. Fabuła serialu była porównywana do Kkotboda namja.

## Fabuła
Eun Ha-won (Park So-dam) jest młodą dziewczyną, która marzy o zostaniu nauczycielką, jednak nie ma pieniędzy na studia. Pewnego dnia spotyka prezesa Haneul Group, który składa jej propozycję opłacenia jej edukacji w zamian za zamieszkanie w jego domu i wykonanie pewnego zadania.
W Sky House, dziewczyna spotyka wnuków prezesa – kuzynów Kang Ji-woona (Jung Il-woo), Kang Hyun-mina (Ahn Jae-hyun) i Kang Seo-woo (Lee Jung-shin), a także Lee Yoon-sunga (Choi Min), sekretarza prezesa Kanga i ochroniarza trójki.

## Obsada
Główna
- Park So-dam jako Eun Ha-won, tytułowa Kopciuszek
  - Lee Na-yoon jako młodsza Ha-won
- Jung Il-woo jako Kang Ji-woon
  - Park Min-soo jako młodszy Ji-woon
- Ahn Jae-hyun jako Kang Hyun-min
  - Jun Jin-seo jako młodszy Hyun-min
- Lee Jung-shin jako Kang Seo-woo
- Choi Min jako Lee Yoon-sung, sekretarz prezesa Kanga

Inni
- Son Na-eun jako Park Hye-ji
- Kim Yong-gun jako Kang Jong-du, prezes Haneul Group oraz dziadek kuzynów Kang
- Kim Hye-ri jako Ji Hwa-ja, piąta żona Jong-du

Otoczenie Eun Ha-won
- Seo Hyun-chul jako Eun Gi-sang, ojciec Ha-won
- Choi Eun-kyung jako Park Soo-kyung, macocha Ha-won
- Ko Bo-gyeol jako Choi Yoo-na, siostra przyrodnia Ha-won
- Jo Hye-jung jako Hong Ja-young, przyjaciółka Ha-won

W pozostałych rolach
- Jo Mi-ryung
- Kang Eui-sik jako przyjaciel Hyun-mina
- Go Yi-ra jako przyjaciel Hyun-mina
- Kim Seon-woong jako przyjaciel Hyun-mina
- Shin Dong-mi jako Han Jung-sun, matka Ha-won (nieżyjąca)
- Jin Hye-won jako przyjaciółka Hye-ji
- Jung Young-joo jako pokojówka
- Kim Jin-tae
- Jo Kyung-hoon jako szef Ji-woona
- Kim Kang-hyun jako menadżer Seo-woo
- Lee Ah-hyun jako matka Seo-woo
- Jo Eun-suk jako matka Hyun-mina
- Kim Ji-sung jako matka Ji-woona
- Kim Young-jae jako ojciec Ji-woona
- Park Kyu-jeom jako dyrektor Kim
- Son Seon-geun
- Gong Da-im
- Kim Kwang-seop
- Gong Jung-hwan jako Kang Young-jin
- Jin Ju-hyun jako Jun-su
- Kim In-ho jako doktor

## Ścieżka dźwiękowa
| OST Part 1 | OST Part 1                    | OST Part 1 | OST Part 1 |
| Nr         | Tytuł utworu                  | Wykonawca  | Długość    |
| ---------- | ----------------------------- | ---------- | ---------- |
| 1.         | „For You”                     | BTOB       | 4:19       |
| 2.         | „For You” (Ballad Ver.)       | BTOB       | 3:58       |
| 3.         | „For You” (Inst.)             |            | 4:19       |
| 4.         | „For You” (Ballad Ver. Inst.) |            | 3:59       |

| OST Part 2 | OST Part 2         | OST Part 2 | OST Part 2 |
| Nr         | Tytuł utworu       | Wykonawca  | Długość    |
| ---------- | ------------------ | ---------- | ---------- |
| 1.         | „My Romeo”         | Jessi      | 4:01       |
| 2.         | „My Romeo” (Inst.) |            | 4:01       |

| OST Part 3 | OST Part 3                                          | OST Part 3                    | OST Part 3 |
| Nr         | Tytuł utworu                                        | Wykonawca                     | Długość    |
| ---------- | --------------------------------------------------- | ----------------------------- | ---------- |
| 1.         | „Confession” (고백)                                 | SinB (GFRIEND) (feat. Si-jin) | 3:56       |
| 2.         | „If I Ever See You Again” (언젠가 그대 다시 만나면) | Green Cacao (ft. Monet)       | 4:28       |
| 3.         | „Confession” (Inst.)                                |                               | 3:56       |
| 4.         | „If I Ever See You Again” (Inst.)                   |                               | 4:28       |

| OST Part 4 | OST Part 4            | OST Part 4         | OST Part 4 |
| Nr         | Tytuł utworu          | Wykonawca          | Długość    |
| ---------- | --------------------- | ------------------ | ---------- |
| 1.         | „Without You”         | Yoon Bo-mi (Apink) | 4:12       |
| 2.         | „Without You” (Inst.) |                    | 4:12       |

| OST Part 5 | OST Part 5          | OST Part 5 | OST Part 5 |
| Nr         | Tytuł utworu        | Wykonawca  | Długość    |
| ---------- | ------------------- | ---------- | ---------- |
| 1.         | „I Believe”         | Younha     | 3:32       |
| 2.         | „I Believe” (Inst.) |            | 3:32       |

| OST Part 6 | OST Part 6                            | OST Part 6 | OST Part 6 |
| Nr         | Tytuł utworu                          | Wykonawca  | Długość    |
| ---------- | ------------------------------------- | ---------- | ---------- |
| 1.         | „Star Fall On You” (별이 쏟아지는 너) | DickPunks  | 3:28       |
| 2.         | „Star Fall On You” (Inst.)            |            | 3:28       |

| OST Part 7 | OST Part 7         | OST Part 7 | OST Part 7 |
| Nr         | Tytuł utworu       | Wykonawca  | Długość    |
| ---------- | ------------------ | ---------- | ---------- |
| 1.         | „Only One”         | Zia        | 4:10       |
| 2.         | „Only One” (Inst.) |            | 4:10       |

| OST Part 8 | OST Part 8                                | OST Part 8 | OST Part 8 |
| Nr         | Tytuł utworu                              | Wykonawca  | Długość    |
| ---------- | ----------------------------------------- | ---------- | ---------- |
| 1.         | „The Way To Find Love” (사랑을 찾는 방법) | CNU (B1A4) | 4:18       |
| 2.         | „The Way To Find Love” (Inst.)            |            | 4:18       |

| OST Part 9 | OST Part 9                              | OST Part 9    | OST Part 9 |
| Nr         | Tytuł utworu                            | Wykonawca     | Długość    |
| ---------- | --------------------------------------- | ------------- | ---------- |
| 1.         | „Confession” (고백)                     | Lee Jung-shin | 3:59       |
| 2.         | „Confession” (Inst.)                    |               | 3:59       |
| 3.         | „The Chorus Of Knights” (Opening Title) | Lee Jung-shin | 3:58       |
| 4.         | „Smile Of Blessing”                     | Oh Joon-sung  |            |
| 5.         | „Protect You”                           | Oh Joon-sung  | 1:40       |
| 6.         | „Sad Walking”                           | Oh Joon-sung  |            |
| 7.         | „Pit-A-Pat”                             | Oh Joon-sung  |            |
| 8.         | „Leave Me Alone”                        | Oh Joon-sung  |            |
| 9.         | „Only For Her”                          | Oh Joon-sung  |            |
| 10.        | „Stop The Rain”                         | Oh Joon-sung  |            |
| 11.        | „Cinderella Story”                      | Oh Joon-sung  |            |
| 12.        | „Don't Cry”                             | Oh Joon-sung  |            |
| 13.        | „Pinocchio Dance”                       | Oh Joon-sung  |            |
| 14.        | „Urban Guy”                             | Oh Joon-sung  |            |
| 15.        | „Lonely Melody”                         | Oh Joon-sung  |            |
| 16.        | „Wondergirl”                            | Oh Joon-sung  |            |
| 17.        | „Sky House”                             | Oh Joon-sung  |            |

Album
| Tytuł                                                         | Szczegóły                                                                           | Najwyższa pozycja | Sprzedaż     |
| Tytuł                                                         | Szczegóły                                                                           | KOR               | Sprzedaż     |
| ------------------------------------------------------------- | ----------------------------------------------------------------------------------- | ----------------- | ------------ |
| Cinderella-wa ne myeong-ui gisa (신데렐라와 네 명의 기사 OST) | - Wydany: 28 września 2017 - Wytwórnia: Warner Music - Format: CD, digital download | 17                | - KOR: 1556+ |

## Oglądalność
| No. | Data emisji | Oglądalność | Oglądalność |
| No. | Data emisji | AGB Nielsen | TNmS        |
| --- | ----------- | ----------- | ----------- |
| 1   | 2016.08.12  | 3,549%      | 3,7%        |
| 2   | 2016.08.13  | 1,796%      | 2,5%        |
| 3   | 2016.08.20  | 2,680%      | 4,7%        |
| 4   | 2016.08.21  | 2,230%      | 2,8%        |
| 5   | 2016.08.26  | 2,967%      | 3,8%        |
| 6   | 2016.08.27  | 3,903%      | 4,0%        |
| 7   | 2016.09.02  | 3,216%      | 4,2%        |
| 8   | 2016.09.03  | 3,031%      | 4,0%        |
| 9   | 2016.09.09  | 3,036%      | 3,3%        |
| 10  | 2016.09.10  | 2,748%      | 3,1%        |
| 11  | 2016.09.16  | 2,392%      | 3,0%        |
| 12  | 2016.09.17  | 2,009%      | 2,8%        |
| 13  | 2016.09.23  | 2,601%      | 3,2%        |
| 14  | 2016.09.24  | 2,407%      | 3,2%        |
| 15  | 2016.09.30  | 2,456%      | 3,1%        |
| 16  | 2016.10.01  | 3,118%      | 3,8%        |

## Nagrody i nominacje
| Rok  | Ceremonia                                  | Nagroda                     | Nominowany   | Wynik     |
| ---- | ------------------------------------------ | --------------------------- | ------------ | --------- |
| 2016 | 5. APAN Star Awards                        | Najlepsza nowa aktorka      | Park So-dam  | Nominacja |
| 2016 | 9. Korea Drama Awards                      | Top Excellence Award, Actor | Ahn Jae-hyun | Wygrana   |
| 2016 | 9. Korea Drama Awards                      | Global Star Award           | Ahn Jae-hyun | Wygrana   |
| 2016 | 7. Macau International Television Festival | Najlepszy aktor             | Ahn Jae-hyun | Wygrana   |